# Helge Fossmo
Helge Fossmo, född Helge Arnold Fossmo och sedan Helge Cristian Iversen, född 27 juli 1971 i Kristinehamn, är en livstidsdömd svensk tidigare frikyrkopastor som bland annat varit verksam i Knutby i Uppland. Han dömdes i det så kallade Knutbydramat år 2004 till livstids fängelse för anstiftan till mord på sin fru och för anstiftan till mordförsök på sin granne. I slutet av 2019 fick han sitt straff tidsbestämt till 26 år, och blev villkorligt frigiven 23 januari 2022, efter att ha varit fängslad i 18 år.

## Liv före Knutby
Fossmo kommer från Björneborg, cirka en mil från Kristinehamn. Föräldrarna kom från Norge och han var yngst av fem syskon. Familjen var inte särskilt religiös, men då han var ungefär tio år gammal gick han med i Svenska Missionskyrkans Ungdom. Kort innan han fyllde tolv blev han frälst. Han gick i gymnasiet i Kristinehamn där han även gjorde frivilligarbete i ett kristet ungdomskafé. Vid 17 års ålder träffade han Heléne Johansson, som han gifte sig med 1994. År 1989 gick han med i pingstkyrkan i Kristinehamn, där hon också var medlem. Efter gymnasiet läste han ett år till NV-lärare på högskolan i Karlstad. Efter detta vikarierade han i två terminer på sin gamla skola i Björneborg. Han var även vikarierande lärare på Bjurtjärns skola under några terminer. På våren 1993 gick Fossmo med i Jaspis, en liten grupp inom trosrörelsen i Kristinehamn som hade anslutning till Trosrörelsen i Sverige, men efter ett par månader återvände han till pingstförsamlingen, där han blev ungdomspastor. I maj 1995 organiserade han en Jesusmarsch i Kristinehamn. Tidningen Dagen publicerade i mitten av 1990-talet en artikel med berättelser om tungomålstalande där Helge Fossmo bidrog med en upplevelse han haft, när han talat i tungor.
Fossmo träffade Åsa Waldau första gången i augusti 1993 i Kristinehamn, dit hon var inbjuden för en bibelskola. I augusti 1997 flyttade familjen Fossmo med två barn (födda 1995 och 1996)  till Filadelfiaförsamlingen i Knutby där deras tredje barn föddes.

## Verksamhet i Knutby
I Knutby startade Waldau och Fossmo en bibelskola, som gick tre gånger per år. Denna träningsskola attraherade många unga människor från frikyrkor till Knutby. Fossmo startade också en missionsstiftelse Aid for Nations, som verkade först i Estland, senare i Coimbatore i Indien och i Hongkong. Församlingen stödde också Israel, och Fossmo fotograferades med ambassadör Zvi Mazel.

## Mord och mordförsök
Den 18 december 1999 hittade Fossmo sin fru Hélene död i badkaret. Hon hade då en huvudskada och en toxisk koncentration av dextropropoxifen i blodet och polisen bedömde att hennes död var en olycka. Utredningen öppnades upp igen i samband med mordet på hans andra hustru utan att leda till fällande dom.
Hans andra hustru var Åsa Waldaus yngre syster Alexandra; paret gifte sig 25 november 2000. I juni 2001 blev Fossmo akut sjuk. Barnflickan Sara Svensson åkte med honom till sjukhuset, och flyttade efter några dagar in i hans sovrum, för att bekämpa demoner medelst sex. Hon var gift, men tog ut skilsmässa i april 2002. Hösten 2003 tog Fossmo sig en tredje kvinna till älskarinna, sin grannes fru. Samtidigt började Svensson få SMS, som övertygade henne att döda Alexandra Fossmo. Tidigt på morgonen 8 november 2003 attackerade Svensson henne med en hammare. Pastorerna skickade Svensson hem till Vaggeryd. Paret Fossmo tog flyget till Hongkong för en bibelskola. I hemlighet höll Helge Fossmo kontakt med Svensson via mobiltelefonen. Efter att han kommit tillbaka, använde han hennes gamla kontantkortstelefon och skickade fler textmeddelanden. Han övertygade Svensson att köpa ett vapen på Plattan (Sergels torg) i Stockholm och därefter bege sig till Knutby. Tidigt på morgonen 10 januari 2004 sköts Alexandra Fossmo. Svensson sköt också grannen, Daniel Linde, som överlevde och kunde ringa 112. Fossmo kallades till Linde och följde med honom in i ambulansen till Uppsala. Han hävdade att han hade sovit och att han inte visste att hans fru var död.

## Livstids fängelse
Fossmo och hans älskarinna häktades 28 januari. Efter två veckor släpptes älskarinnan, och Knutbyförsamlingen tog avstånd från pastorn. Tingsrätten dömde honom till livstids fängelse för anstiftan till mord och anstiftan till mordförsök, men ogillade åtalet för mord på hans första fru. Domen bekräftades av Svea hovrätt och Högsta domstolen avslog begäran om prövningstillstånd. Fossmo klagade förgäves hos justitiekanslern. Han skrev till Europeiska domstolen för de mänskliga rättigheterna, men den 13 februari 2007 beslutade domarna att inte ta upp hans fall.
Från Kumlaanstalten startade Fossmo i mars 2006 en egen webbplats, fossmo.se. I september 2006 medgav Fossmo skuld, men hävdade att andra var inblandade i morddramat, och förklarade via Rigmor Robèrt och TV 4 att han skulle lägga alla kort på bordet. Han hade också anlitat nya advokater, Anton Strand och Peter Althin. Efter tre samtal beslutade polisen att inte öppna fallet på nytt.
I oktober 2014 tidsbestämde Örebro tingsrätt Fossmos straff till 24 år, men beslutet undanröjdes senare av hovrätten. I oktober 2017 beslutade tingsrätten att avslå Fossmos andra ansökan om omvandling av livstidsstraffet, med motiveringen att det ännu var för tidigt med hänsyn till brottens straffvärde. Den 4 december 2019 beviljade Örebro tingsrätt Fossmos tredje ansökan om att få sitt livstidsstraff omvandlat till ett tidsbestämt straff, och bestämde straffets längd till 26 år, med möjlighet till villkorlig frigivning efter två tredjedelar av strafftiden. Fossmo förflyttades i april 2021 till ett så kallat halvvägshus för att återanpassa honom till samhället inför villkorlig frigivning, vilket skedde den 23 januari 2022. Han hade då tillbringat 18 år i fängelse.